# 稲荷原

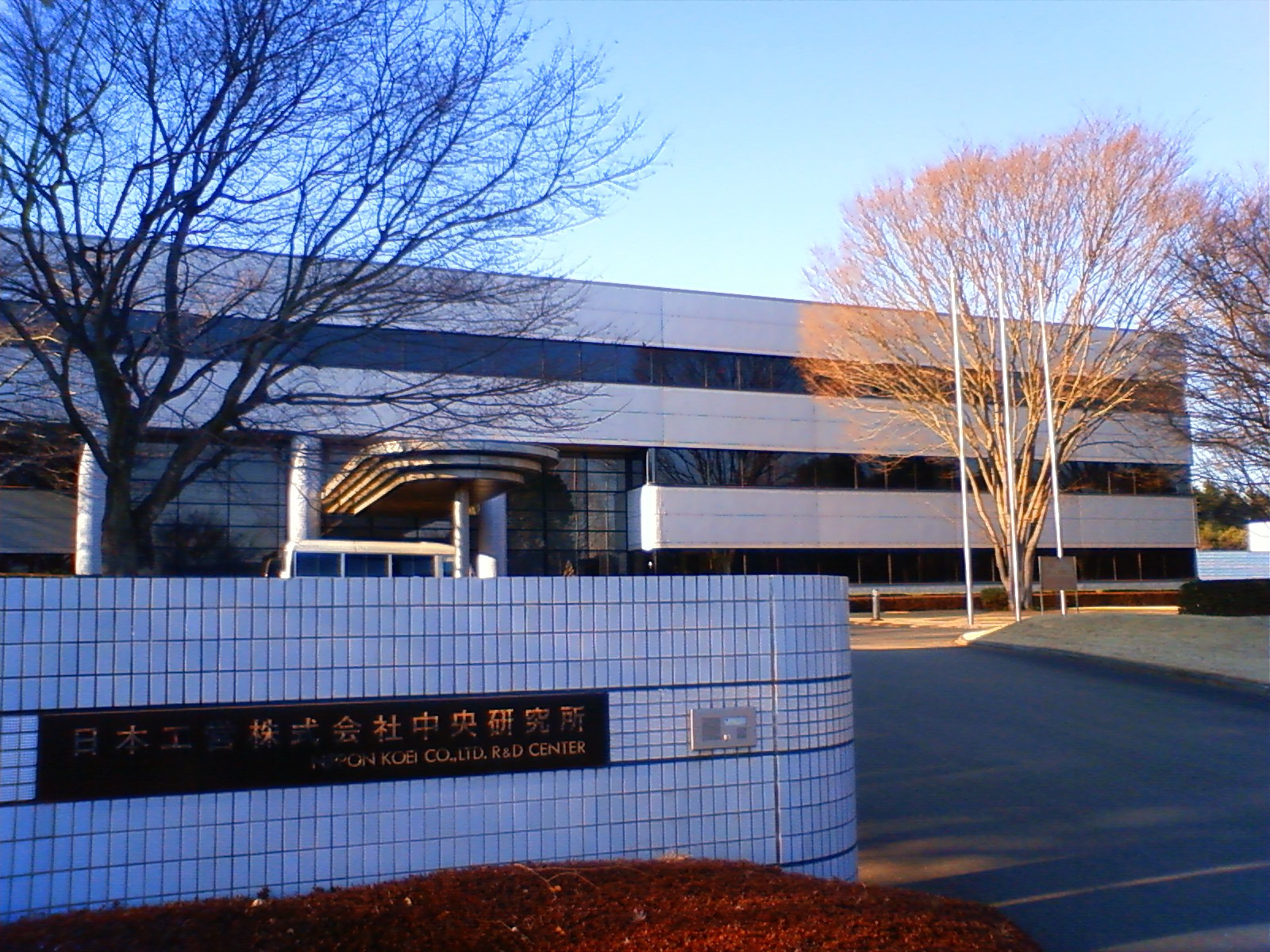
日本工営中央研究所

稲荷原（いなりはら）は茨城県つくば市にある地名。郵便番号は300-1259。

## 概要
つくば市の南部に位置し、筑波研究学園都市周辺開発地区に属する。大部分が日本農業研究所実験農場、日本工営中央研究所の施設となっているが、住宅地や農地もある。
東は稲荷川、西は若栗・九万坪、南は小茎、北は西の沢と接している。

## 世帯数と人口
2017年（平成29年）8月1日現在の世帯数と人口は以下の通りである。
| 大字   | 世帯数  | 人口  |
| ------ | ------- | ----- |
| 稲荷原 | 113世帯 | 237人 |

## 交通
- 茨城県道143号谷田部牛久線が地域内を通っている。

## 施設
- 日本農業研究所実験農場
- 日本工営中央研究所